# Ідечу-де-Жос (комуна)
Ідечу-де-Жос (рум. Ideciu de Jos) — комуна у повіті Муреш в Румунії. До складу комуни входять такі села (дані про населення за 2002 рік):
- Ідечу-де-Жос (939 осіб) — адміністративний центр комуни
- Ідечу-де-Сус (757 осіб)
- Делень (309 осіб)

Комуна розташована на відстані 284 км на північ від Бухареста, 33 км на північний схід від Тиргу-Муреша, 88 км на схід від Клуж-Напоки, 144 км на північний захід від Брашова.

## Населення
За даними перепису населення 2002 року у комуні проживали 2005 осіб.
Національний склад населення комуни:
| Національність | Кількість осіб | Відсоток |
| -------------- | -------------- | -------- |
| румуни         | 1624           | 81,0%    |
| угорці         | 171            | 8,5%     |
| цигани         | 162            | 8,1%     |
| німці          | 48             | 2,4%     |

Рідною мовою назвали:
| Мова      | Кількість осіб | Відсоток |
| --------- | -------------- | -------- |
| румунська | 1807           | 90,1%    |
| угорська  | 164            | 8,2%     |
| німецька  | 32             | 1,6%     |
| циганська | 2              | 0,1%     |

Склад населення комуни за віросповіданням:
| Релігія                                       | Кількість осіб | Відсоток |
| --------------------------------------------- | -------------- | -------- |
| православні                                   | 1646           | 82,1%    |
| реформати                                     | 154            | 7,7%     |
| адвентисти                                    | 61             | 3,0%     |
| римо-католики                                 | 48             | 2,4%     |
| лютерани (Синодально-пресвітеріанська церква) | 40             | 2,0%     |
| греко-католики                                | 25             | 1,2%     |
| лютерани (Аугсбурзького сповідання)           | 12             | 0,6%     |
| п'ятдесятники                                 | 3              | 0,1%     |
| лютерани                                      | 3              | 0,1%     |
| не релігійні                                  | 2              | 0,1%     |
| баптисти                                      | 1              | < 0,1%   |
| унітарії                                      | 1              | < 0,1%   |